# Софрыгино
Софрыгино — деревня в Дмитровском районе Московской области, в составе Сельского поселения Большерогачёвское. Население — 4 чел. (2010). До 2006 года Софрыгино входило в состав Покровского сельского округа.

## Расположение
Деревня расположена в западной части района, примерно в 26 км северо-западнее Дмитрова, у истоков безымянного правого притока реки Лбовка, высота центра над уровнем моря — 153 м. Ближайшие населённые пункты — Богданово на юго-западе, Жирково на северо-западе, Безбородово на востоке и Трехденево на юго-востоке.

## Население
| 2002 | 2006 | 2010 |
| ---- | ---- | ---- |
| 8    | ↘4   | →4   |